# فاطمة بنت عبد المالك

فاطمة بنت عبد المالك، ولدت عام 1958م، سياسية موريتانية ترأست بلدية تفرغ زينة الحضرية الصناعية، إحدى البلديات المكونة للعاصمة الموريتانية نواكشوط، وهي أول امرأة تشغل هذا المنصب، أي منصب العمدة، في موريتانيا. شغلت منصب رئيسة شبكة النساء المنتخبات محليا في أفريقيا من 2012 إلى 2015 مـ.

## سيرتها
ولدت بنتُ عبد المالك عام 1958 في تامشكط حيث كان والدها عبد المالك يشتغل إداريا. درست علم الحواسيب في مدينة لوفان الجديدة في بلجيكة، وهي اليوم أم لثلاثة أطفال.

## الوظيفة
أدارت مكتبا للخدمات الحاسوبية في مينفي نواكشوط قبل أن تعمل مديرة للشبكة في بنك هيبتا ثم عملت في وزارة التخطيط الحضري قبل تعيينها في مكتب رئيس الوزراء. في عام 2001 مـ، طلب منها أن تدير الحزب الجمهوري الديمقراطي والاجتماعي آنذاك لشغل المناصب البلدية، انتخبت رئيسة لبلدية تراغ زينه، وهي إحدى البلديات التسع في المجتمع الحضري في نواكشوط

 .وكانت أول امرأة تعمل كعمدة في موريتانيا
قدحسنت التعليم المدرسي ولا سيما بالنسبة للبنات، عملت على تحسين الأداره. أعيد انتخابها في 2006 ، 2011 ، 2015.
شغلت منصب رئيس شبكة النساء المنتخبات محليا في أفريقيا من عام 2012 حتى ديسمبر 2015.الشبكة التي شكلت في طنجة في مارس 2011 ، تجمع بين النساء المنتخبات في مناصب الحكم المحلي.
سافرت في جميع أنحاء موريتانيا لدعم المرشحات لمناصبهم كانت وراى خمس نساء أخريات يلتحقن كرئيسات للبلدية، بمن فيهن السيد ماتي بنت حمدى.[بحاجة لمصدر]

## الجوائز والأوسمة
- إستراتيجية الأمم المتحدة الدولية للحد من الكوارث «بطل القدرة على الصمود» 2013
- فارس شرف جمهورية الكونغو 2013
- وسام منظمة الفاو 2015